# Dolicheremaeus longipilus
Dolicheremaeus longipilus är en kvalsterart som först beskrevs av Harold G. Higgins och Tyler A. Woolley 1963.  Dolicheremaeus longipilus ingår i släktet Dolicheremaeus och familjen Tetracondylidae. Inga underarter finns listade i Catalogue of Life.